# 王懋功
王 懋功（おう ぼうこう）は、中華民国（台湾）の軍人・政治家。国民革命軍の有力指揮官で、当初は反蔣介石派の有力軍人であった。旧名は国華。字は東成。

## 事績

### 民国初期の活動
当初は旧学を学び徐州中学に入学したが、後に陸軍小学に転入、さらに陸軍第4中学に進学している。中華民国成立後は陸軍第1師に配属され、同師司令部一等参謀、代理参謀長等を歴任する。しかし1913年（民国2年）の二次革命（第二革命）で革命派に与して敗北、変名を使用して広東省に逃れた。
1917年（民国6年）、王懋功は李烈鈞の部隊で営長となり、護法運動に参加した。王は孫文（孫中山）の活動を支持し、1920年（民国9年）に粤軍第1路軍統領に任ぜられ、陳炯明の旧広西派（旧桂系）討伐に従軍している。1922年（民国11年）6月、陳が孫に反逆したが、王は孫支持を保ち、東路討賊軍第1軍第1旅旅長として陳討伐に従事した。その翌年、東路討賊軍で第1独立旅旅長兼第3旅旅長、中央軍命令伝達所所長を歴任している。

### 反蔣介石派としての活動
1924年（民国13年）6月、王懋功は大本営参軍に移り、翌1925年（民国14年）初めに黄埔軍官学校入伍生隊総隊長となった。同年4月、潮汕校本部行営主任となる。8月、国民革命軍司令部参謀長兼第2師師長に抜擢され、その翌月には国民政府広州衛戍総司令代理を務めた。しかし1926年（民国15年）2月、王は突然反逆罪に問われて各職を免ぜられてしまう。まもなく王はソビエト連邦へ赴き、フルンゼ軍事アカデミーで学習した。
王懋功は翌1927年（民国16年）に帰国し、1928年（民国17年）には閻錫山率いる第3集団軍で第11軍軍長兼騎兵第8師師長に任命される。その後、汪兆銘の下で侍従武官兼軍事顧問となり、反蔣介石派の指導者たちとの連絡役を務めた。北平で開かれた反蔣派の中国国民党中央党部拡大会議や中原大戦にも参加している。さらに中原大戦敗北後に天津の租界で成立した軍事委員会にも名を列ねるなど、徹底して反蔣活動に従事した。

### 日中戦争以降
しかし1931年（民国20年）の満州事変（九・一八事変）勃発に伴い、各派大同団結の機運が高まったため、王懋功も反蔣活動を停止する。同年12月、王は中国国民党第4期中央執行委員候補に選出された。1933年（民国22年）6月、山西省政府委員に任ぜられ、さらに正太鉄路管理局局長を務めている。1935年（民国24年）11月、国民党第5期中央執行委員候補に再選され、翌年、平綏鉄路局局長に転じた。1937年（民国26年）9月、軍事委員会軍法執行副監に任ぜられる。1945年（民国34年）1月、韓徳勤の後任として江蘇省政府主席に任ぜられ、また蘇北挺進軍総指揮として日本軍に対処した。同年5月、国民党第6期中央執行委員に選出された。
1946年（民国35年）1月、王懋功は江蘇省保安司令・軍管区司令も兼ね国共内戦に備える。また、同省の国民党党部主任委員と三民主義青年団幹事長も兼任している。1948年（民国37年）9月、江蘇省での各職から免ぜられ、11月、戦略顧問委員会戦略顧問に転じた。国共内戦で国民党が敗退すると、王も台湾へ逃れている。1952年（民国41年）10月に退役し、以後、総統府国策顧問や光復大陸設計研究委員会委員などを務めた。1961年（民国50年）12月27日、台北市にて病没。享年71。

## 注
1. 1 2 3 4 5  徐主編（2007）、187頁。
2. ↑  劉国銘主編（2005）、245頁による。徐主編（2007）、187頁によると、同年11月、粤軍第1軍第1独立旅旅長となった、としている。
3. 1 2 3 4 5  劉国銘主編（2005）、245頁。